# 한국의 제위 계승 순위
대한제국은 1910년 8월에 체결된 한일 병합 조약에 따라 일본 제국에게 병합된다. 하지만 대한제국 황실은 현재까지 명맥을 유지하고 있으며 이름뿐인 작위인 대한제국의 제위는 대한제국의 황실 수장으로서 현재까지 계승되어 오고 있다. 현재 대한제국의 황실 수장은 황사손 이원이다.

## 역대 황실 수장
1. 고종 광무 태황제 이희 (1897년 ~ 1907년)
2. 순종 융희 효황제 이척 (1907년 ~ 1926년)
3. 의민황태자 영친왕 이은 (1926년 ~ 1970년)
4. 회은황태손 이구 (1970년 ~ 2005년)
5. 황사손 이원 (2005년 ~ 현재)